# Alien Ant Farm
Alien Ant Farm é uma banda de rock formada no sul da Califórnia na cidade de Riverside em 1996. Seu nome foi inspirado pela experiência escolar fazenda de formigas (em inglês, ant farm), em que os estudantes acompanham o desenvolvimento de uma colônia de formigas. Eles lançaram cinco álbuns de estúdio e venderam mais de 5 milhões de unidades em todo o mundo. O cover da banda de "Smooth Criminal", de Michael Jackson liderou as paradas de música alternativas da Billboard em 2001.
Sua versão nu metal de "Smooth Criminal" foi considerada pela revista Rolling Stone como uma das 10 melhores versões de músicas de Michael Jackson.
Eles lançaram seu álbum de estreia Greatest Hits independentemente em 1999, depois assinaram com a DreamWorks Records em 2000. Seu segundo álbum ANThology foi lançado em 2001 e foi certificado como platina pela RIAA , vendendo mais de um milhão de cópias e alcançando o número 11 na Billboard 200 . Em seguida veio seu terceiro álbum, TruANT , lançado em 2003. O álbum foi produzido pelos irmãos Robert e Dean DeLeo do Stone Temple Pilots , e chegou ao número 42 na Billboard 200 . Em 2005 a banda gravou seu próximo álbum 3rd Draft, porém seu lançamento foi negado pela gravadora depois que a Geffen comprou a DreamWorks. Foi finalmente lançado em 2006 como Up in the Attic , alcançando a posição 114 na Billboard 200 . Após vários anos de turnês esporádicas, o quinto álbum de estúdio da banda, Always and Forever , foi lançado em fevereiro de 2015.

## História

### Primeiros anos (1996–2000)
A banda foi formada em 1996 em Riverside, Califórnia , a formação original consistia em Dryden Mitchell (Vocal), Terry Corso (Guitarra), Mike Cosgrove (Bateria) e Tye Zamora (Baixo). Terry Corso, explica o nome da banda da seguinte forma: “Eu estava sonhando acordado em meu trabalho no escritório e pensei: 'Não seria legal se a espécie humana fosse colocada na Terra e cultivada por inteligência alienígena? Talvez os alienígenas tenham nos colocado em uma atmosfera adequada e tenham nos observado desenvolver e colonizar, mais ou menos como uma criança faz com uma fazenda de formigas. 
Em 1996 eles gravaram uma fita demo intitulada $ 100 EP contendo cinco músicas,  e em 1998 eles gravaram uma segunda fita demo Love Songs ,com quatro músicas. 
Em 1999, Alien Ant Farm lançou seu primeiro álbum, intitulado Greatest Hits , que apresentava uma primeira versão do cover da "Smooth Criminal" . Ele ganhou o prêmio de Melhor Álbum Independente no LA Music Awards daquele ano. 
Em 2000, após firmar uma amizade com a banda Papa Roach , Alien Ant Farm assinou com a Dreamworks SKG para seu segundo álbum de estúdio, Anthology . Eles fizeram uma turnê com Papa Roach para divulgar o álbum. 

### ANThology(2001–2002)

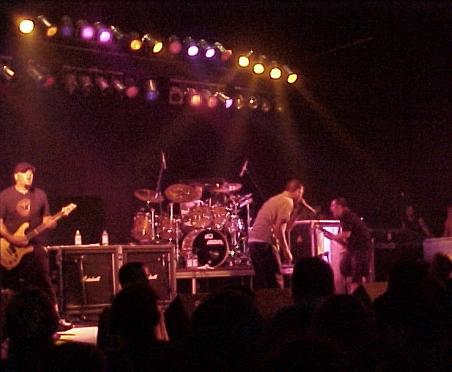
Alien Ant Farm em 2001

Em 2001, seu cover da música "Smooth Criminal", de Michael Jackson, foi nº 1 na Austrália e na Nova Zelândia, nº 3 no Reino Unido e nº 1 nas paradas de rock moderno dos Estados Unidos. O videoclipe apresenta inúmeras homenagens a Michael Jackson e seus vídeos. Corso, o guitarrista da banda, abordou isso em uma entrevista para a MTV no set do videoclipe, dizendo: "Queremos homenagear Michael Jackson, mas em nosso nível. Obviamente não somos tão chamativos, então só queremos que pegue com bom gosto as coisas que são legais em seus vídeos e aplique-as em nosso próprio quintal sujo."
A música apareceu na trilha sonora da primeira temporada de WWE Tough Enough e no filme American Pie 2. Seu single seguinte, "Movies", foi um hit no Top 5 no Reino Unido e um hit no Top 20 na Nova Zelândia. A banda começou uma turnê de promoção desses dois singles e seu álbum, que mais tarde ganhou disco de platina.
Na primavera de 2002, a banda lançou "Bug Bytes" para a primeira trilha sonora do filme Homem-Aranha. 
Em maio de 2002, a banda se envolveu em um acidente de ônibus durante uma turnê na Espanha. Enquanto toda a banda sofreu ferimentos leves, o motorista, Christopher Holland, de 26 anos, morreu, e o vocalista Mitchell sofreu uma fratura na vértebra C2 . 

### TruANT(2003–2004)
Alien Ant Farm logo voltou ao estúdio para trabalhar em seu próximo álbum, TruANT, que foi lançado em 2003 e produzido por Robert e Dean DeLeo do Stone Temple Pilots. O vídeoclipe de "These Days", o primeiro single do álbum, foi filmado no topo de um prédio do outro lado da rua do Kodak Theatre em Los Angeles . A gravação surpresa do vídeo foi filmada durante o BET Awards de 2003, enquanto vários artistas do hip hop e rappers chegavam ao tapete vermelho antes da premiação. "Glow" foi um sucesso da rádio mainstream, alcançando um sucesso duradouro no Top 20 na Nova Zelândia. Dois meses após o lançamento deste álbum, no entanto, sua gravadora fechou as portas. Isso prejudicou a popularidade do álbum ao longo do tempo, e o álbum teve muito menos sucesso do que seu segundo álbum com disco de platina.
Em outubro de 2003, o guitarrista Corso se separou da banda alegando "diferenças irreconciliáveis"  .  (um amigo de longa data da banda e guitarrista) imediatamente se juntou à banda e completou o restante da turnê TruANT até que a banda voltasse para casa. Joe Hill foi nomeado o novo guitarrista em 2005 (ex-Spiderworks).
Em 2004, a banda gravou a música "Dark in Here" para o jogo de videogame The Punisher. A banda foi forçada a esperar que a Geffen permitisse que gravassem outro álbum (depois que a Universal Music comprou a DreamWorks records e inseriu a banda para seu selo Geffen Records.
Quatro jogos de videogames apresentaram as musicas da banda. A música "Wish" deles esta no Tony Hawk's Pro Skater 3, enquanto a música "Courage" também apareceu no Pro Snowboarder de Shaun Palmer  e ATV Offroad Fury 2. A música "These Days" foi apresentada no Madden NFL 2004 e a música "SS Recognize" foi apresentada no NHL 2004. 

### 3rd Draft eUp in the Attic(2005–2007)
Em 2005, a banda gravou com o produtor Jim Wirt (que gravou seu lançamento de estreia independente Greatest Hits) e planejou lançar o álbum durante aquele verão. No entanto, Geffen arquivou o álbum e posteriormente negou à banda os direitos de lançá-lo . A banda pegou a estrada e fez cópias piratas do material do álbum e disponibilizou para todos os seus fãs.  Este lançamento não oficial foi apelidado de 3º Rascunho pelos fãs.
No final de 2005, a Geffen finalmente concordou em deixar a banda lançar o álbum em outro selo da Universal, a Universal Music Enterprises (sua divisão de catálogo).  Em 30 de maio de 2006, o novo álbum, Up in the Attic, foi lançado digitalmente no iTunes e vendido em vários varejistas. A Best Buy Edition incluiu uma faixa bônus, "Repeat Defender". O primeiro single foi "Forgive and Forget".
Em abril de 2006, o baixista Tye Zamora deixou a banda e decidiu fazer faculdade.  A pequena quantidade de shows ao vivo posteriormente contou com Alex Barreto no baixo. Em 29 de junho de 2006, a banda se apresentou no G4 's Attack of the Show , e em 18 de julho de 2006, Up In The Attic foi lançado mundialmente, junto com BUSted: The Definitive DVD . Incluídos no DVD estavam os videoclipes de "Forgive and Forget", "Around the Block" e "She's Only Evil". Notavelmente, os três vídeosclipes apresentam apenas Dryden Mitchell e Mike Cosgrove.
A banda lançou "Around the Block", o segundo single de Up in the Attic , na iTunes Store em 2007. 

### A volta de Zamora e Corso (2007–2010)
Em 11 de fevereiro de 2008, a banda postou um comunicado em seu site informando que Terry Corso e Tye Zamora haviam voltado à banda. Também foi revelado que a banda havia "se separado não oficialmente" em 2007 devido ao fato de Up in the Attic de 2006 ter sido o álbum de menor sucesso.
Nessa época, o vocalista Dryden Mitchell formou uma nova banda, Send the Sages. O guitarrista Terry Corso e o baterista Mike Cosgrove trabalharam em um projeto paralelo intitulado Ghost In The Flesh, o baixista Tye Zamora trabalhou com a banda eEnik. Alien Ant Farm excursionou esporadicamente e lançou um novo álbum ao vivo, Alien Ant Farm: Live In Germany.
Em 2009, eles tocaram no Sonisphere Festival em Knebworth, Reino Unido, em 1º de agosto. Eles também tocaram "Smooth Criminal" na Vans ' Warped Tour de 2009 em memória de Michael Jackson, que havia morrido recentemente. 
Em 9 de fevereiro de 2010, Alien Ant Farm postou em seu site oficial que a formação original (Dryden Mitchell, Terry Corso, Tye Zamora e Mike Cosgrove) estava de volta pela primeira vez desde 2003. Em 27 de fevereiro de 2010 , o site oficial da Alien Ant Farm lançou o primeiro "Webisódio" da banda intitulado Bassmasters.

### Always And Forevere próximo sexto álbum de estúdio (2011–presente)

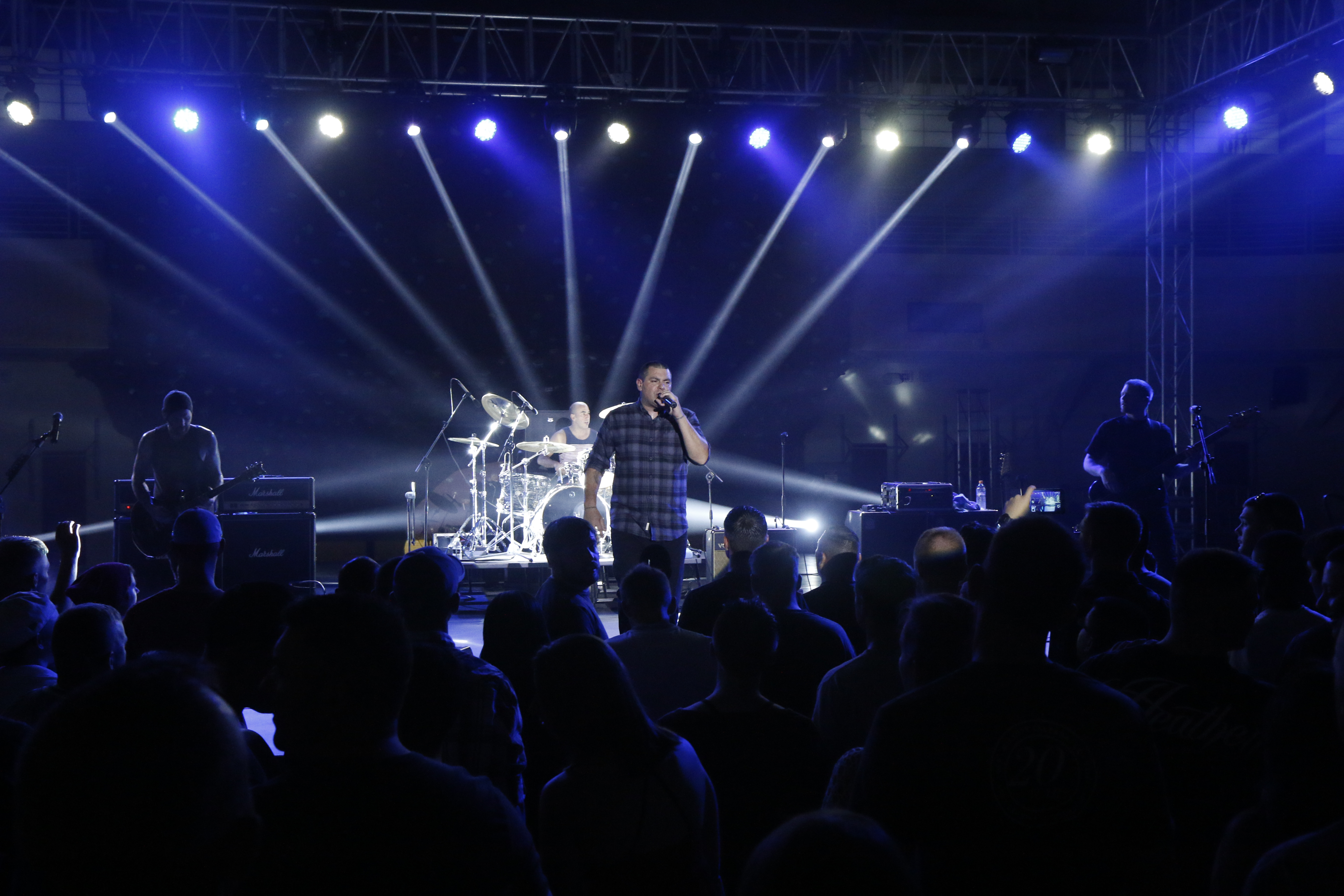
Show do Alien Ant Farm em 2015

A turnê "ANTicipation" 2011 da banda ocorreu nos Estados Unidos continental de julho a outubro de 2011. Eles também participaram do " Concerto de Tributo a Michael Forever " que aconteceu em 8 de outubro de 2011 em Cardiff, País de Gales. 
Alien Ant Farm começou a escrever novo material e em julho de 2012 começou a gravar seu quinto álbum, Always and Forever , no Groovemaster Studios em Chicago em julho de 2012.  Em março de 2013 eles criaram um financiamento coletivo, usando PledgeMusic , para financiar o lançamento do álbum . O primeiro single de Always and Forever, "Let 'Em Know", foi lançado em maio de 2013.  Também no verão de 2013, Alien Ant Farm participou da "The Big Night Out Tour", abrindo para Hoobastank and Fuel.
O membro fundador e baixista Tye Zamora deixou o Alien Ant Farm em março de 2014 e foi substituído por Tim Peugh . Ao mesmo tempo, Michael Anaya se juntou como membro da banda em turnê, fornecendo vocais de apoio, percussão e teclados.  Outro single, "Homage", foi lançado em setembro de 2014, seguido um mês depois pelo EP Phone Home . O álbum Always and Forever foi lançado em 24 de fevereiro de 2015. 
Em 31 de março de 2016, Alien Ant Farm anunciou em sua página oficial do Facebook que estava escrevendo material para um novo álbum.
Em 17 de maio de 2016, a banda participou da super turnê Make America Rock Again durante o verão e outono de 2016. em 2017 a banda fez uma turnê pelo Brasil junto com P.O.D., com shows em Rio de Janeiro, São Paulo, Belo Horizonte e Curitiba . Além disso, eles anunciaram uma turnê como atração principal, onde pretendem apresentar o álbum Anthology na íntegra. No início de 2018, eles fizeram uma turnê pelo Reino Unido com Soil e Local H , e então embarcaram na "Gen-X Tour", ao lado de Buckcherry , P.O.D. e Lit . 
Em 8 de maio de 2020, o novo single "Everything She Wants" foi lançado digitalmente em serviços de streaming. É um cover da música do Wham!. 
Lançado em 17 de fevereiro de 2021, eles colaboraram com Insane Clown Posse no single "Afraid of Life" do EP Yum Yum's Lure 
em 7 de novembro de 2022 a banda anuncia sua participação pra turnê Sick New World em 2023 contando com grandes bandas como, Korn, Deftones, System of a down, Papa roach, Soulfly e etc. 
Em 22 de março de 2023, Dryden Mitchell anunciou no Instagram em resposta a um comentário em uma de suas postagens que o novo álbum Alien Ant Farm está previsto para ser lançado em 2023. Mais tarde naquele ano, Mike Cosgrove anunciou em um podcast que é previsto para ser lançado no início de 2024 com o nome Mantras com a arte sendo criada por um artista do Instagram chamado Tomo.

## Integrantes

### Atual
- Dryden Mitchell - vocais (1996–presente)
- Terry Corso - guitarra, vocal de apoio (1996–2003, 2008–presente)
- Tim Peugh – baixo, vocal de apoio (2014–presente)
- Mike Cosgrove - bateria (1996–presente)

### Ex membros
- Joe Hill – guitarra, vocal de apoio (2004–2008, 2012)
- Tye Zamora – baixo, vocal de apoio (1996–2006, 2008–2014)

### Músicos em turnê
- Alex Barreto - baixo (2006–2008)
- Victor Camacho – guitarra (2003)
- Mike Shawcross – percussão (2003)
- Michael Anaya – teclados, Percussão,Vocais de apoio (2014–presente)

## Discografia

### Álbuns de estúdio
- Greatest Hits (1999)
- ANThology (2001)
- truANT (2003)
- Up in the Attic (2006)
- Always And Forever (2015)
- Mantras (2024)

### EP
- : $100 EP (1996)
- Love Songs EP (1998)
- EP Phone Home (2014)

### Compilações
- 20th Century Masters: Millennium Collection: The Best of Alien Ant Farm (2008)
- Icon (2013)